# Carmencita
Carmencita – amerykański film krótkometrażowy z 1894 roku w reżyserii Williama K.L. Dicksona.